# Wang Shixian
Dans ce nom, le nom de famille, Wang, précède le nom personnel.
Wang Shixian, née le 13 février 1990 à Suzhou en Chine est une joueuse professionnelle de badminton spécialiste du simple dames.

## Palmarès

### Compétitions internationales individuelles
| Rang                               | Catégorie    | Année | Lieu                   |
| ---------------------------------- | ------------ | ----- | ---------------------- |
| Championnats du monde :            |              |       |                        |
| 3                                  | Simple dames | 2010  | Paris, France          |
| Jeux asiatiques :                  |              |       |                        |
| 1                                  | Simple dames | 2010  | Canton, Chine          |
| Championnats d'Asie de badminton : |              |       |                        |
| 2                                  | Simple dames | 2014  | Gimcheon, Corée du Sud |
| 3                                  | Simple dames | 2012  | Qingdao, Chine         |

### Compétitions internationales par équipes
| Rang              | Catégorie       | Année | Lieu                   |
| ----------------- | --------------- | ----- | ---------------------- |
| Jeux asiatiques : |                 |       |                        |
| 1                 | Équipe féminine | 2014  | Incheon, Corée du Sud  |
| 1                 | Équipe féminine | 2010  | Canton, Chine          |
| Uber Cup :        |                 |       |                        |
| 1                 | Équipe féminine | 2014  | New Delhi, Inde        |
| 1                 | Équipe féminine | 2012  | Wuhan, Chine           |
| 2                 | Équipe féminine | 2010  | Kuala Lumpur, Malaisie |
| Sudirman Cup :    |                 |       |                        |
| 1                 | Équipe mixte    | 2015  | Dongguan, Chine        |
| 1                 | Équipe mixte    | 2013  | Kuala Lumpur, Malaisie |
| 1                 | Équipe mixte    | 2011  | Qingdao, Chine         |

### Titres en tournois internationaux
| Tournoi                 | Catégorie    | Années      | Nombre |
| ----------------------- | ------------ | ----------- | ------ |
| Tournois Super Series : |              |             |        |
| Open d'Angleterre       | Simple dames | 2011 / 2014 | 2      |
| Open d'Inde             | Simple dames | 2014        | 1      |
| Open de Malaisie        | Simple dames | 2011        | 1      |
| Open de Corée du Sud    | Simple dames | 2010 / 2012 | 2      |
| Open de France          | Simple dames | 2013 / 2014 | 2      |
| Masters Finals          | Simple dames | 2010        | 1      |